# Autumn Classic International 2015
Autumn Classic International 2015 – międzynarodowe zawody łyżwiarstwa figurowego w sezonie 2015/2016. Zawody rozgrywano od 12 do 15 września 2015 roku w hali llandale Recreation Centre w Barrie.
W konkurencji solistów zwyciężył Japończyk Yuzuru Hanyū, zaś w konkurencji solistek reprezentantka Kazachstanu Elizabet Tursynbajewa. Wśród par sportowych triumfowali reprezentanci Kanady Meagan Duhamel i Eric Radford, zaś w rywalizacji par tanecznych wygrali ich rodacy Nicole Orford i Asher Hill.

## Wyniki

### Soliści
| Poz. | Zawodnik          | Nota łączna | SP | SP    | FS  | FS     |
| ---- | ----------------- | ----------- | -- | ----- | --- | ------ |
| 1    | Yuzuru Hanyū      | 277,19      | 1  | 93,14 | 1   | 184,05 |
| 2    | Nam Nguyen        | 241,10      | 2  | 86,53 | 2   | 154,57 |
| 3    | Sean Rabbitt      | 201,70      | 4  | 64,75 | 3   | 136,95 |
| 4    | Alexander Johnson | 196,32      | 5  | 63,27 | 4   | 133,05 |
| 5    | Maurizio Zandron  | 193,55      | 6  | 62,71 | 5   | 130,84 |
| 6    | Bennet Toman      | 179,30      | 3  | 64,95 | 7   | 114,35 |
| 7    | Denis Margalik    | 177,31      | 8  | 59,13 | 6   | 118,18 |
| 8    | Mitchell Gordon   | 161,41      | 10 | 53,69 | 8   | 107,72 |
| 9    | Javier Raya       | 159,18      | 7  | 60,26 | 10  | 98,92  |
| 10   | Patrick Myzyk     | 157,73      | 9  | 57,49 | 9   | 100,24 |
| 11   | Meng-Ju Lee       | 110,85      | 12 | 38,61 | 11  | 72,24  |
| WD   | Leslie Ip         | DNF         | 11 | 49,35 | DNF | DNF    |

### Solistki
| Poz. | Zawodniczka           | Nota łączna | SP  | SP    | FS  | FS     |
| ---- | --------------------- | ----------- | --- | ----- | --- | ------ |
| 1    | Elizabet Tursynbajewa | 179,72      | 2   | 59,23 | 1   | 120,49 |
| 2    | Haruka Imai           | 174,89      | 3   | 58,17 | 2   | 116,72 |
| 3    | Angela Wang           | 172,36      | 1   | 59,49 | 3   | 112,87 |
| 4    | Tyler Pierce          | 158,27      | 5   | 55,31 | 4   | 102,96 |
| 5    | Roxanne Rheault       | 143,72      | 4   | 57,98 | 5   | 85,74  |
| 6    | Amber Glenn           | 122,28      | 6   | 52,08 | 7   | 70,20  |
| 7    | Isadora Williams      | 117,78      | 7   | 47,67 | 8   | 70,11  |
| 8    | Frances Clare Untalan | 113,96      | 8   | 43,44 | 6   | 70,52  |
| 9    | Sonia Lafuente        | 95,82       | 9   | 34,32 | 10  | 61,50  |
| 10   | Aislin Rosado         | 89,73       | 12  | 27,85 | 9   | 61,88  |
| 11   | Levana Wu             | 78,16       | 10  | 28,39 | 11  | 49,77  |
| 12   | Lena Wu               | 74,07       | 11  | 28,13 | 12  | 45,94  |
| WD   | Netta Schreiber       | DNS         | DNS | DNS   | DNS | DNS    |
| WD   | Anastasyja Kononenko  | DNS         | DNS | DNS   | DNS | DNS    |

### Pary sportowe
| Poz. | Zawodnicy                        | Nota łączna | SP | SP    | FS | FS     |
| ---- | -------------------------------- | ----------- | -- | ----- | -- | ------ |
| 1    | Meagan Duhamel / Eric Radford    | 202,61      | 1  | 68,97 | 1  | 133,64 |
| 2    | Marissa Castelli / Mervin Tran   | 177,86      | 2  | 62,07 | 2  | 115,79 |
| 3    | Jessica Pfund / Joshua Santillan | 149,25      | 4  | 50,52 | 3  | 98,73  |
| 4    | Brittany Jones / Joshua Reagan   | 144,55      | 3  | 52,74 | 4  | 91,81  |
| 5    | Hayleigh Bell / Rudi Swiegers    | 135,43      | 5  | 48,19 | 5  | 87,24  |

### Pary taneczne
| Poz. | Zawodnicy                             | Nota łączna | SD | SD    | FD | FD    |
| ---- | ------------------------------------- | ----------- | -- | ----- | -- | ----- |
| 1    | Nicole Orford / Asher Hill            | 146,65      | 1  | 54,58 | 1  | 92,07 |
| 2    | Andréanne Poulin / Marc-André Servant | 132,35      | 4  | 50,02 | 2  | 82,33 |
| 3    | Karina Manta / Joseph Johnson         | 131,89      | 2  | 52,89 | 4  | 79,00 |
| 4    | Danielle Thomas / Daniel Eaton        | 131,56      | 3  | 51,33 | 3  | 80,23 |
| 5    | Courtney Mansour / Michal Češka       | 122,55      | 5  | 48,08 | 5  | 74,47 |
| 6    | Celia Robledo / Luis Fenero           | 109,99      | 6  | 44,93 | 6  | 65,06 |
| 7    | Taylor Tran / Saulius Ambrulevičius   | 98,56       | 7  | 37,45 | 7  | 61,11 |
| 8    | Emily Pike / Patrick Adderley         | 82,90       | 8  | 30,10 | 8  | 52,80 |